# Дизоглио, Диана
Диа́на Дизо́глио (англ. Diana DiZoglio; род. Метьюэн, Массачусетс, США) — греко-американский политик-демократ, член Сената и Палаты представителей Массачусетса.

## Биография
В 2010 году окончила Колледж Уэллсли со степенью бакалавра гуманитарных наук в области психологии и испанского языка.
В январе—сентябре 2011 года — помощник по вопросам законодательства штата Массачусетс.
В 2011—2012 годах — глава администрации коммунального учреждения «Профессиональные пожарные Массачусетса» (PFFM).
До начала политической карьеры занималась малым бизнесом.
Владеет испанским языком.